# جاود كريم
جاود كريم (بالبنغالية: জাওয়েদ করিম)‏ أحد مؤسسي يوتيوب، وصاحب أول فيديو على الموقع، وُلد عام 1979 في ألمانيا الشرقية وانتقل لاحقًا إلى ألمانيا الغربية. بعد دراسته الثانوية، التحق بجامعة في إلينوي لكنه تركها للعمل في باي بال، حيث التقى شريكيه تشاد هيرلي وستيف تشين، وأسّسوا معًا موقع يوتيوب عام 2005. لاحقًا، أكمل دراسته عن بعد وحصل على درجة البكالوريوس في علوم الحاسوب، ثم تابع دراساته العليا في جامعة ستانفورد.
عند استحواذ جوجل على يوتيوب، حصل على 64.6 مليون دولار مقابل أسهمه، بينما نال شريكاه 326 مليون دولار لكل منهما. في محاضرة بجامعة إلينوي عام 2006، تحدث عن تطور يوتيوب وأشار إلى دوره المبكر في ويكيبيديا، حيث نشر مقالًا عن طائرة الرئاسة الأمريكية عام 2002.

## حياة مهنية
أثناء دراسته الجامعية، عمل كريم كمتدرب في شركة سيليكون غرافيكس، حيث كان يدير بيانات Voxel ثلاثية الأبعاد لمجموعات بيانات ضخمة تتعلق بعرض الحجم، بما في ذلك بيانات مشروع Visible Human Project. في عام 2002، التقى بزميليه تشاد هيرلي وستيف تشين أثناء عمله في باي بال. بعد ثلاث سنوات، في 2005، أسس الثلاثة موقع يوتيوب لمشاركة الفيديو. أنشأ كريم أول قناة على الموقع باسم jawed في 23 أبريل 2005، ورفع أول فيديو بعنوان "أنا في حديقة الحيوان" في نفس اليوم.

## العائلة
والد كريم، نايمول كريم، بنغالي أمريكي الجنسية عمل كباحث علمي في ثري إم. ووالدة كريم، كريستين كريم، ألمانية الجنسية عملت كعالمة باحثة وأستاذة مشاركة في الكيمياء الحيوية في جامعة مينيسوتا.

## الاستثمارات
في مارس 2008 ، أطلق كريم صندوقًا استثماريًا باسم Youniversity Ventures (المعروف الآن باسم YVentures) مع شركائه Keith Rabois و Kevin Hartz. كريم هو أحد المستثمرين الأوائل في Airbnb ، حيث استثمر في الجولة الأولية للشركة في أبريل 2009. [20] كما استثمرت Y Ventures في Palantir و Reddit و Eventbrite.

## جوجل+
في 6 نوفمبر 2013، فرضت جوجل على أعضاء اليوتيوب أن ينشئوا حساب جوجل+ لإمكانية التعليق، وهي الخطوة التي كانت تعارض على نطاق واسع من قبل مجتمع اليوتيوب. علما أن عريضة رافضة لهذا التغيير (نشرت على الإنترنت) وحصلت نتيجة لذلك على أكثر من 240,000 من التوقيعات.
كريم لم يعجبه ذلك، حيث كتب كريم في حسابه في اليوتيوب : "لماذا بحق السماء أنا بحاجة إلى حساب جوجل+ للتعليق على فيديو؟"، بعدها حدَّث صندوق وصفه أول فيديو له وأول فيديو يوتيوبي أيضا أنا في حديقة الحيوان إلى لا أستطيع أن أعلق هنا بعد الآن، بما إني لا أريد حساب جوجل+.
في 24 أبريل عام 2014، فيك جندوترا، نائب رئيس جوجل للكبار واحد من مُنشِئي جوجل+ قد أعلن استقالته من جوجل .

## المنشورات
المنشورات نشر كريم مقالات عن البرمجة في مجلة دكتور دوب، بما في ذلك مقال عن تحميل نماذج Quake وتحريكها.